# Михайлов, Лев Дмитриевич (режиссёр)
Лев Дмитриевич Михайлов (24 июля 1928 — 30 июля 1980) — советский оперный режиссёр и театральный педагог. Народный артист РСФСР (1970).

## Биография
Родился 24 июля 1928 года в селе Яшкино.
Окончил актёрскую студию при Государственном московском Камерном театре (1948) и режиссёрское отделение Государственного института театрального искусства имени А. В. Луначарского (1953).
Работал режиссёром и главным режиссёром Новосибирского театра оперы и балета (1953—1960), главным режиссёром Московского академического музыкального театра имени К. С. Станиславского и Вл. И. Немировича-Данченко (1960—1980), преподавал в Новосибирской консерватории (с 1958), Государственном музыкальном училище имени Гнесиных (с 1962), Государственном институте театрального искусства имени А. В. Луначарского (1970—1980).
Осуществил в качестве приглашённого режиссёра оперные постановки в Тбилиси, Ереване, Будапеште, Берлине и Варшаве. Поставил оперетту «Королева чардаша» И. Кальмана в Ленинградском государственном театре музыкальной комедии (дирижёр М. Воловац, 1969). Был постановщиком концертного исполнения оперы «Мавра» И. Стравинского на сцене Большого зала Московской государственной консерватории имени П. И. Чайковского (дирижёр Г. Рождественский, 1971).
Автор неоконченной книги «Семь глав о театре», стараниями коллег вышедшей в московском издательстве «Искусство» в 1985 году.
Народный артист РСФСР (1970).
Похоронен на Кунцевском кладбище.

## Творчество

### Режиссёрские работы

#### Новосибирский государственный академический театр оперы и балета
- 1953 — «Ромео и Джульетта» Шарля Гуно (дирижёр М. Бухбиндер)
- 1953 — «Иоланта» П. И. Чайковского (дирижёр И. Айзикович)
- 1954 — «Фра-Дьяволо» Даниэля Обера (дирижёр А. Жоленц)
- 1954 — «Пан воевода» Н. А. Римского-Корсакова (дирижёр М. Бухбиндер)
- 1955 — «Евгений Онегин» П. И. Чайковского (дирижёр И. Айзикович)
- 1956 — «Чио-Чио-сан» Джакомо Пуччини (дирижёр И. Айзикович)
- 1956 — «Таня» Георгия Крейтнера (дирижёр М. Бухбиндер)
- 1957 — «Ермак» Александра Касьянова (дирижёр М. Бухбиндер)
- 1957 — «В бурю» Тихона Хренникова (дирижёр А. Жоленц)
- 1958 — «Сказка о царе Салтане» Н. А. Римского-Корсакова (дирижёр М. Бухбиндер)
- 1958 — «Её падчерица» Леоша Яначека (дирижёр А. Жоленц)
- 1959 — «Вольный ветер» Исаака Дунаевского (дирижёр А. Жоленц)
- 1959 — «Летучая мышь» Иоганна Штрауса
- 1959 — «Девушка из Калифорнии» Джакомо Пуччини (дирижёр А. Жоленц)
- 1960 — «Князь Игорь» Александра Бородина (дирижёр М. Бухбиндер)

#### Московский академический музыкальный театр имени К. С. Станиславского и Вл. И. Немировича-Данченко
- 1961 — «Водоворот жизни» Эугена Сухоня (дирижёр Г. Жемчужин)
- 1961 — «Город юности» Григория Шантыря (дирижёр К. Абдуллаев)
- 1963 — «Катерина Измайлова» Д. Д. Шостаковича (дирижёр Г. Проваторов)
- 1963 — «Хари Янош» Золтана Кодаи (дирижёр К. Абдуллаев)
- 1965 — «Ценою жизни» Алексея Николаева (дирижёр К. Абдуллаев)
- 1965 — «Персональный памятник» Юрия Левитина (дирижёр Г. Жемчужин)
- 1966 — «Донья Жуанита» Франца Зуппе (дирижёр Г. Жемчужин)
- 1967 — «Виринея» Сергея Слонимского (дирижёр К. Абдуллаев)
- 1971 — «Кола Брюньон» Дмитрия Кабалевского (дирижёр Г. Жемчужин)
- 1972 — «Катерина Измайлова» Д. Д. Шостаковича (дирижёр Д. Китаенко)
- 1972 — «Три жизни» Отара Тактакишвили (дирижёр К. Абдуллаев)
- 1973 — «Манон» Жюля Массне (руководитель постановки; режиссёр Н. Кузнецов, дирижёр В. Есипов)
- 1973 — «Алеко» С. В. Рахманинова (руководитель постановки; режиссёр М. Дотлибов, дирижёр Д. Китаенко)
- 1973 — «Мавра» Игоря Стравинского (руководитель постановки; режиссёр Н. Кузнецов, дирижёр Д. Китаенко)
- 1974 — «Байка» Игоря Стравинского (руководитель постановки; режиссёр  Н. Кузнецов, дирижёр Д. Китаенко)
- 1974 — «Любовь д’Артаньяна» Моисея Вайнберга,  совместно с М. Дотлибовым (дирижёр Г. Жемчужин)
- 1976 — «Июльское воскресенье» Владимира Рубина (дирижёр Д. Китаенко)
- 1976 — «Пиковая дама» П. И. Чайковского (дирижёр Д. Китаенко)
- 1977 — «Виринея» Сергея Слонимского, возобновление (дирижёр К. Абдуллаев)
- 1978 — «Нежность» Виталия Губаренко, совместно с Н. Кемарской (дирижёр В. Кожухарь)
- 1978 — «Паяцы» Руджеро Леонкавалло, совместно с А. Талмазовым (дирижёр В. Кожухарь)
- 1979 — «Любовь к трём апельсинам» С. С. Прокофьева,  совместно с Н. Кузнецовым (дирижёр В. Кожухарь)
- 1980 — «Порги и Бесс» Джорджа Гершвина (дирижёр В. Кожухарь)

#### Государственный академический театр оперы и балета им. З. П. Палиашвили
- 1964 — «Семён Котко» С. С. Прокофьева (дирижёр О. Димитриади)
- 1966 — «Борис Годунов» М. П. Мусоргского (дирижёр Д. Кахидзе)

#### Армянский государственный академический театр оперы и балета им. А. А. Спендиарова
- 1967 — «Огненное кольцо» Авета Тертеряна (дирижёр А. Тертерян)

#### Ленинградский государственный театр музыкальной комедии
- 1969 — «Королева чардаша» Имре Кальмана (дирижёр М. Воловац)

#### Венгерский национальный оперный театр
- 1965 — «Катерина Измайлова» Д. Д. Шостаковича (дирижёр Л. Плесс)

#### Комише опер
- 1974 — «Война и мир» С. С. Прокофьева (дирижёр К. Баннер)

#### Большой театр оперы и балета (Варшава)
- 1976 — «Катерина Измайлова» Д. Д. Шостаковича (дирижёр А. Вихерек)
- 1980 — «Пиковая дама» П. И. Чайковского (дирижёр Я. Каспрчак)